# Карды
Карды — деревня в Ершичском районе Смоленской области России. Входит в состав Руханского сельского поселения. Население — 124 жителя (2019 год). 
Расположена в южной части области в 19 км к югу от Ершичей, в 41 км юго-западнее автодороги А141 Орёл — Витебск, на берегу реки Рышт. В 38 км северо-западнее деревни расположена железнодорожная станция Криволес на линии Рославль — Кричев. 

## История
В годы Великой Отечественной войны деревня была оккупирована гитлеровскими войсками в августе 1941 года, освобождена в сентябре 1943 года.